# System 12
System 12, oder kurz S12 (später auch Alcatel S12) war die Bezeichnung für eine digitale Vermittlungsanlage, die Ende der 1970er Jahre im Auftrag des amerikanischen Mischkonzerns International Telephone & Telegraph (ITT) entwickelt wurde.
Das ursprüngliche Design als „System 1240“ entstand ab 1977 in den Vereinigten Staaten an den Entwicklungsstandorten der ITT in Connecticut, am Advanced Technology Center Stamford und Shelton. Nachdem die Bell Telephone Manufacturing Company aus Belgien im August 1982 erfolgreich ein erstes Produktivsystem in Brecht installiert hatte, lieferte die deutsche Konzerntochter Standard Elektrik Lorenz in Stuttgart unter der Bezeichnung „S12“ eine an den Bedarf der Deutschen Bundespost angepasste Version. Die geplante Einführung in den Vereinigten Staaten scheiterte Ende des Jahres 1985 und ITT verkaufte seinen Nachrichtentechnikbereich an die französische Compagnie générale d'électricité (CGE). Im Jahr 1987 entstand aus diesem Verbund der Telekommunikationsausrüster Alcatel. Unter ihrer Führung änderte sich der Name der Anlage in den 1990er Jahren zunächst auf „Alcatel S12“, in einer Weiterentwicklung wurde sie auch als „Alcatel 1000“ vermarktet.
Im Gegensatz zum EWSD von Siemens und Bosch verfügt das System 12 nicht über einen Koordinationsprozessor. Ein weiteres Merkmal dieses Vermittlungssystems ist die dezentrale Wegesuche sowie die vom Sprachkanal getrennte Schaltung des Hin- und Rückweges.

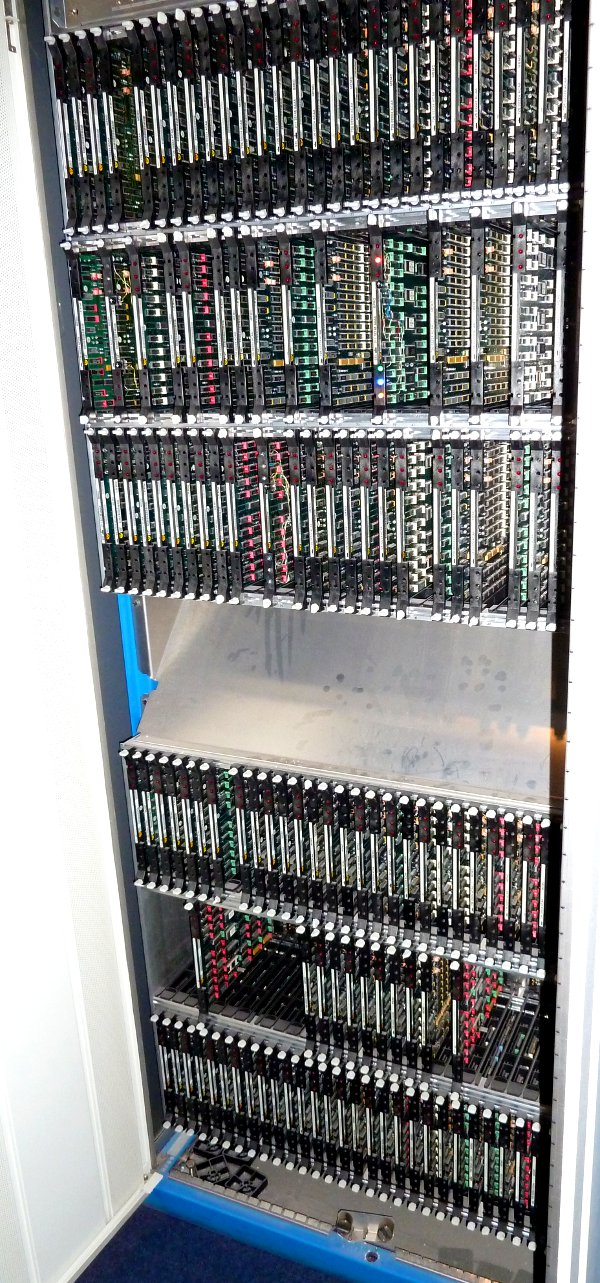
System 12 Schrank Gesamtansicht im geöffneten Zustand
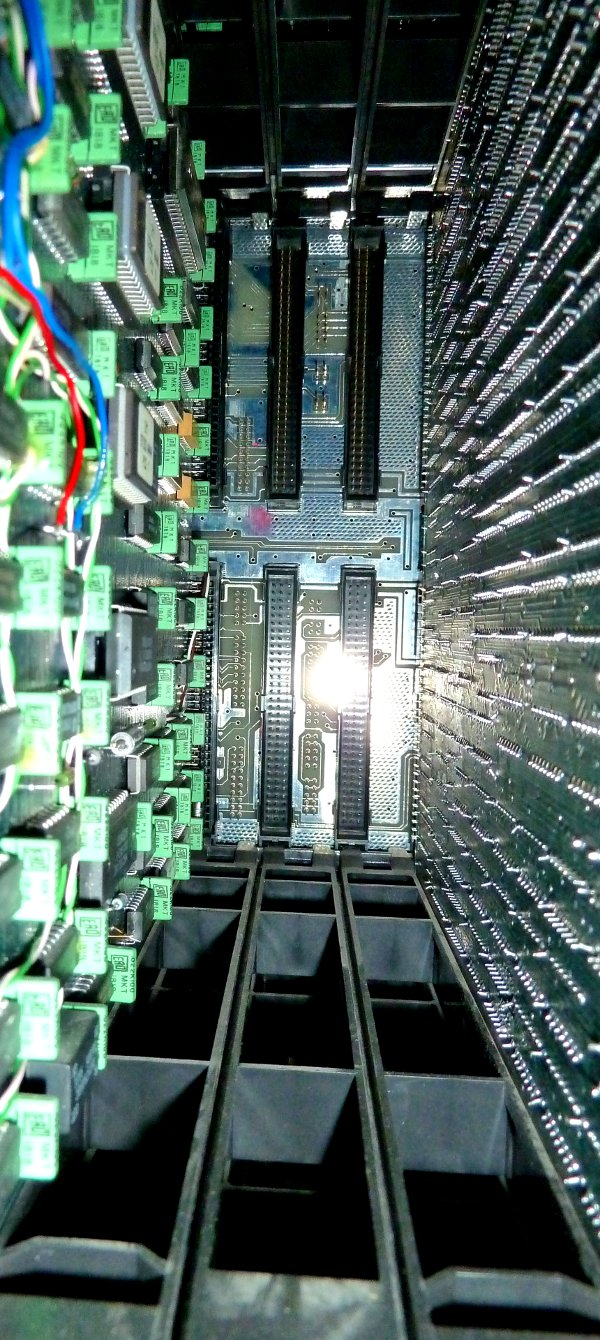
System 12 Schrank Steckerleisten mit Platinen
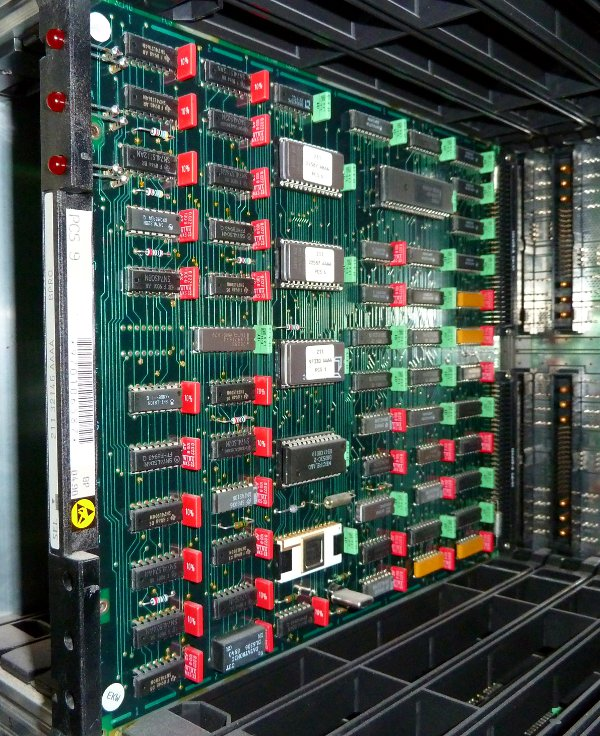
System 12 Schrank Einschubplatine
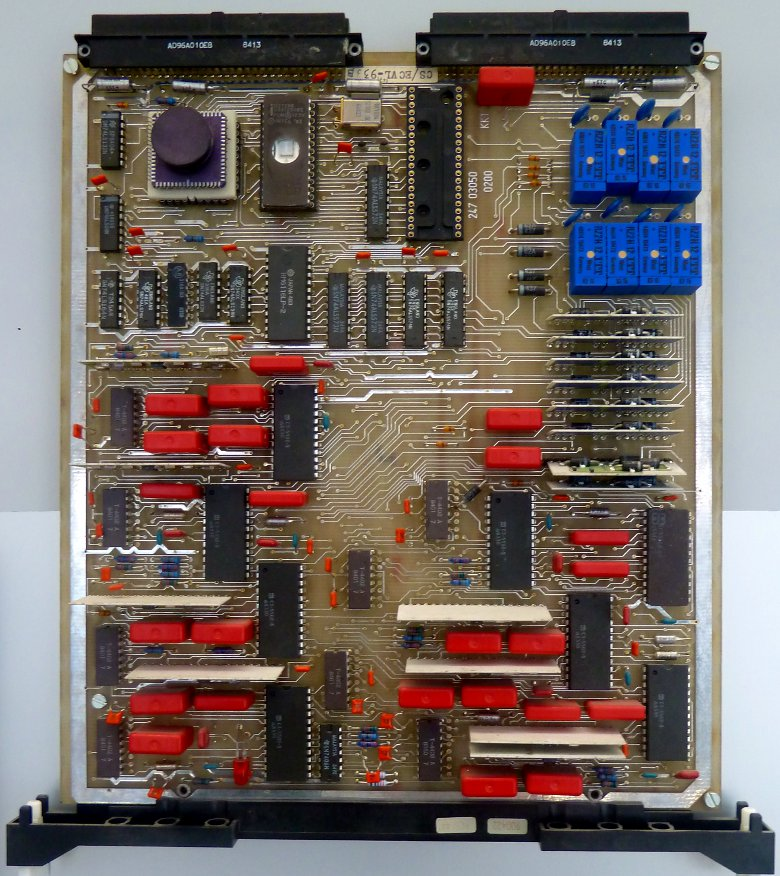
System 12B Leiterplatte

Die Alcatel 1000 S12-Vermittlungsstellen werden in erster Linie im öffentlichen vermittelnden Fernsprechnetz (PSTN) eingesetzt, da Analog-, ISDN und Mobilteilnehmergeräte, Nebenstellenanlagen und Konzentratoren angeschlossen werden können. Außerdem können die S12-Vermittlungssysteme in Paketdatennetzen und Sondernetzen (z. B. bei Bahnbetreibern) eingesetzt werden.
In kleineren Ortsnetzen werden meist S12-Vermittlungsstellen ohne eigentliches Vermittlungsmodul (sogenannte Abgesetzte periphere Einheiten) eingesetzt. Falls ein Teilnehmer in solch einem Ortsnetz einen anderen Teilnehmer im selben Ortsnetz anruft, wird die Verbindung erst zur Vermittlungsstelle in der nächstgrößeren Stadt durchgeschaltet. Diese Vermittlungsstelle ist häufig eine Fernvermittlungsstelle.
Diese Fernvermittlungsstelle verbindet dann erst und schaltet wieder zum Ortsnetz zurück. Der Sprechweg läuft dann vom Ortsnetz zur Fernvermittlungsstelle und von dort dann wieder zurück zum Ortsnetz. Solche Ortsvermittlungsstellen sind im Prinzip nur Konzentratoren.
In größeren Bereichen werden aber auch S12-Ortsvermittlungsstellen mit eigenem Vermittlungsmodul eingesetzt. Diese erkennt, ob der Anrufer einen Teilnehmer im Ortsnetz oder im Fernnetz anrufen möchte und schaltet dann entweder zur Fernvermittlungsstelle oder zum gewählten Ortsnetzteilnehmer durch.
Technisch verwandt ist es mit dem „System 12B“, das die Grundlage vieler Nebenstellenanlagen von ITT/SEL und später Alcatel war. Die meist gewerblich genutzten Anlagen (das B stand für Bürokommunikation) der Serien 56xx, Office 2000 oder auch Alcatel 3000 arbeiten mit vergleichbarer Software, jedoch völlig anderen Bauteilen als das System 12.